# Callanthias parini
Callanthias parini is een straalvinnige vissensoort uit de familie van zeebaarzen (Callanthiidae). De wetenschappelijke naam van de soort is voor het eerst geldig gepubliceerd in 1984 door Anderson & Johnson.